# Oetwil an der Limmat
Oetwil an der Limmat is een gemeente en plaats in het Zwitserse kanton Zürich, en maakt deel uit van het district Dietikon.
Oetwil an der Limmat telt 2215 inwoners.